# Botrypus chamaeciconium
Botrypus chamaeciconium là một loài dương xỉ trong họ Ophioglossaceae. Loài này được Bitter & Hieron. Holub mô tả khoa học đầu tiên năm 1973.